# Todo está bien
Todo esta bien es el vigesimosexto álbum de estudio del cantante mexicano Juan Gabriel. Fue publicado el 26 de octubre de 1999.

## Lista de canciones[2]
| N.º | Título                     | Duración |  |
| 1.  | «Intro: Todo Está Bien»    | 0:32     |  |
| 2.  | «Enamorado y Feliz»        | 3:41     |  |
| 3.  | «No Apaguen la Luz»        | 3:26     |  |
| 4.  | «La Princesa y la Reina»   | 3:48     |  |
| 5.  | «947 Fiske St.»            | 2:44     |  |
| 6.  | «Zacatecana Linda»         | 3:46     |  |
| 7.  | «Errado»                   | 3:36     |  |
| 8.  | «La Mujer Que Yo Amo»      | 2:45     |  |
| 9.  | «Influenciado Por la Luna» | 4:15     |  |
| 10. | «Dame Tu Mano»             | 3:55     |  |
| 11. | «Todo Está Bien»           | 3:47     |  |